# Ryoma Tanaka
Ryoma Tanaka (en japonés: 田中龍馬, Tanaka Ryoma; 28 de diciembre de 2001) es un deportista japonés que compite en judo.
Ganó una medalla de oro en el Campeonato Mundial de Judo de 2024, una medalla de oro en los Juegos Asiáticos de 2022 y dos medallas en el Campeonato Asiático de Judo, en los años 2022 y 2025.

## Palmarés internacional
| Campeonato Mundial  | Campeonato Mundial     | Campeonato Mundial | Campeonato Mundial |
| Año                 | Lugar                  | Medalla            | Categoría          |
| ------------------- | ---------------------- | ------------------ | ------------------ |
| 2024                | Abu Dabi (EAU)         | Medalla de oro     | –66 kg             |
| Juegos Asiáticos    |                        |                    |                    |
| Año                 | Lugar                  | Medalla            | Categoría          |
| 2022                | Hangzhou (China)       | Medalla de oro     | –66 kg             |
| Campeonato Asiático |                        |                    |                    |
| Año                 | Lugar                  | Medalla            | Categoría          |
| 2022                | Nursultán (Kazajistán) | Medalla de plata   | –66 kg             |
| 2025                | Bangkok (Tailandia)    | Medalla de oro     | –66 kg             |